# Haneborg-Hansenveggen
Die Haneborg-Hansenveggen ist eine vereiste Felswand in der Heimefrontfjella des ostantarktischen Königin-Maud-Lands. Sie ragt im südlichen Teil der Kottasberge auf.
Wissenschaftler des Norwegischen Polarinstituts benannten sie 1969 nach Halfdan Haneborg-Hansen (1890–1974), einem Anführer des Widerstands gegen die deutsche Besatzung Norwegens im Zweiten Weltkrieg.